# Gankutsuou
Gankutsuou (巌窟王, Gankutsuō) est une série télévisée d’animation japonaise de vingt-quatre épisodes de 25 minutes. Réalisée par Mahiro Maeda chez Gonzo Digimation, elle est une adaptation animée du Comte de Monte-Cristo d’Alexandre Dumas.
L’adaptation de l’histoire originale se déroule dans un univers techno-futuriste, ce qui fait de Gankutsuō une œuvre originale et innovante.
En France, elle a été diffusée à partir du 4 septembre 2005 sur Ciné+ Famiz.

## Résumé de l’histoire
Albert de Morcerf, jeune vicomte, est l’ami de Franz d’Épinay avec qui il visite la planète Luna, où ils assistent à un opéra. Alors que la pièce musicale se termine, un étrange personnage offre un bouquet de fleurs à la chanteuse : ses longs cheveux gris tombent sur ses épaules, sa stature est imposante, et sa canne en or, ses vêtements richement décorés et sa prestance indiquent une noblesse et une importance évidentes. Il s’agit du comte de Monte Cristo. Les rumeurs les plus folles circulent à son sujet.
Mais plus mystérieux encore, lors de sa rencontre avec Albert, le comte propose à ce dernier et à son ami une invitation à dîner. Il prie Albert de lui présenter les nobles de Paris, ville qui lui est inconnue.
Au fur et à mesure que l’amitié entre Albert et le comte grandit, Franz se méfie de plus en plus de ce dernier, et l’histoire explique lentement comment ses soupçons pourraient être fondés.

## Série TV

### Fiche technique
- Directeur/Réalisateur : Mahiro Maeda (Animatrix)
- Scénario : Natsuko Takahashi, Tomohiro Yamashita
- Compositeur : Jean-Jacques Burnel
- Character Design : Hidenori Matsubara
- Licencié en France par : @Anime

### Doublage
| Personnages            | Voix japonaises  | Voix françaises     |
| ---------------------- | ---------------- | ------------------- |
| Comte de Monte-Cristo  | Jōji Nakata      | Antoine Tomé        |
| Albert de Morcerf      | Jun Fukuyama     | François Creton     |
| Franz D’Epinay         | Daisuke Hirakawa | Fabrice Nemo        |
| Eugénie Danglars       | Chie Nakamura    | Françoise Escobar   |
| Fernand de Morcerf     | Jūrōta Kosugi    | Emmanuel Gradi      |
| Mercédès de Morcerf    | Kikuko Inoue     | Catherine Collomb   |
| Haydée                 | Akiko Yajima     | Agnès Manoury       |
| Baron Danglars         | Shinpachi Tsuji  | Frédéric Souterelle |
| Maximillen Morrel      | Tetsu Inada      | Fabrice Lelyon      |
| Valentine de Villefort | Junko Miura      | Isabelle Volpe      |
| Andrea Cavalcanti      | Tomokazu Seki    | Frédéric Popovic    |
| Beauchamp              | Tetsu Shiratori  | Patrick Pellegrin   |
| Gérard de Villefort    | Yōsuke Akimoto   | Frédéric Cerdal     |
| Héloïse de Villefort   | Kumiko Watanabe  | Agnès Manoury       |
| Giovanni Bertuccio     | Kōji Ishii       | Emmanuel Gradi      |
| Baptistin              | Nobuo Tobita     | Patrick Noerie      |
| Luigi Vampa            | Tamio Sobami     | Frédéric Souterelle |
| Beppo                  | Mai Nakahara     | Isabelle Volpe      |
| Renaud                 | MIKI             | Fabrice Billoud     |
| Peppino                | Tsuyoshi Koyama  | Antoine Tomé        |
| Teresa                 | Naoko Shirakami  | Colette Noël        |

- Version française
  - Société de doublage : Les studios de Saint Maur[1]
  - Adaptation des dialogues : Frédéric Roques, Eric Lajoie[1]

## Liste des épisodes
| No | Titre français                               | Titre japonais                     | Titre japonais                                | Date de 1re diffusion |
| No | Titre français                               | Kanji                              | Rōmaji                                        | Date de 1re diffusion |
| -- | -------------------------------------------- | ---------------------------------- | --------------------------------------------- | --------------------- |
| 01 | Nous nous rencontrons à la fin du voyage     | 旅の終わりに僕らは出会う           | Tabi no owari ni bokura wa deau               | 5 octobre 2004        |
| 02 | Jusqu’à ce que le soleil se lève sur la Lune | 月に朝日が昇るまで                 | Tsuki ni asahi ga noboru made                 | 12 octobre 2004       |
| 03 | 22 mai, tempête                              | 5/22、嵐                           | 5/22, Arashi                                  | 19 octobre 2004       |
| 04 | Le secret de ma mère                         | 母の秘密                           | Haha no himitsu                               | 26 octobre 2004       |
| 05 | Aimez-vous votre fiancée?                    | あなたは婚約者を愛していますか     | Anata wa konyakusha o aishiteimasu ka         | 2 novembre 2004       |
| 06 | Sa mélancolie, ma mélancolie                 | 彼女の憂鬱、僕の憂鬱               | Kanojo no yūutsu, boku no yūutsu              | 9 novembre 2004       |
| 07 | Le jardin secret                             | 秘蜜の花園                         | Himitsu no hanazono                           | 16 novembre 2004      |
| 08 | Un soir à Boulogne                           | ブローニュの夜                     | Burōnyu no yoru                               | 23 novembre 2004      |
| 09 | J’ai fait un sombre rêve                     | 闇色の夢を見た                     | Yami-iro no yume o mita                       | 30 novembre 2004      |
| 10 | Une lettre d’Edmond                          | エドモンからの手紙                 | Edomon kara no tegami                         | 7 décembre 2004       |
| 11 | Rupture des fiançailles                      | 婚約、破談                         | Konyaku, hadan                                | 14 décembre 2004      |
| 12 | Rappel                                       | アンコール                         | Ankōru                                        | 4 janvier 2005        |
| 13 | Haydée                                       | エデ                               | Ede                                           | 11 janvier 2005       |
| 14 | Un cœur errant                               | さまよう心                         | Samayou kokoro                                | 18 janvier 2005       |
| 15 | Fin du bonheur, début de la vérité           | 幸せの終わり、真実の始まり         | Shiawase no owari, shinjitsu no hajimari      | 25 janvier 2005       |
| 16 | Scandale                                     | スキャンダル                       | Sukyandaru                                    | 1er février 2005      |
| 17 | Révélations                                  | 告白                               | Kokuhaku                                      | 8 février 2005        |
| 18 | Duel                                         | 決闘                               | Kettō                                         | 15 février 2005       |
| 19 | Même si je n’étais plus moi-même             | たとえ、僕が僕でなくなったとしても | Tatoe, boku ga boku de naku natta to shite mo | 22 février 2005       |
| 20 | Adieu, Eugénie                               | さよなら、ユージェニー             | Sayonara, yūjenī                              | 1er mars 2005         |
| 21 | L’identité du Marquis                        | 貴公子の正体                       | Kikōshi no shōtai                             | 8 mars 2005           |
| 22 | Riposte                                      | 逆襲                               | Gyakushū                                      | 15 mars 2005          |
| 23 | Edmond Dantès                                | エドモン・ダンテス                 | Edomon Dantesu                                | 22 mars 2005          |
| 24 | Sur le rivage                                | 渚にて                             | Nagisa nite                                   | 29 mars 2005          |

## Manga
L’anime a été adapté en un manga en trois volumes dessiné par Mahiro Maeda et édité par Kōdansha.

### Détail des volumes
| no | Japonais         | Japonais          |
| no | Date de sortie   | ISBN              |
| -- | ---------------- | ----------------- |
| 1  | 22 décembre 2005 | 978-4-06-314399-7 |
| 2  | 21 juillet 2006  | 978-4-06-314422-2 |
| 3  | 23 juillet 2008  | 978-4-06-314516-8 |